# Давор Стефановић Кранг
Давор Стефановић (Сплит, 10. јун 1980 — Краљево, 4. новембар 2022), познатији под сценским именом Кранг, био је српски репер и правник.

## Биографија и каријера
Рођен је 10. јуна 1980. године у Сплиту, а живео је и радио у Краљеву. Музиком је почео да се бави 1995. године, када је био члан краљевачке групе „Метак”, са којом је урадио велики број нумера, два спота и један албум под називом ПМС, 1998. године.
Због тога што је тежио ка „тврђем” репу, Кранг напушта групу „Метак”. Године 2000. наставља соло каријеру и сарађује са хипхоп музичарима као што су 2блак, Заратусра и Ричи. Песме које је у том периоду урадио у студију Resident Sound Family  нашле су се на компилацији Resurrection, а неке од њих су Идиот, Криминалац и Искулирај. Након тога уследио је велики број наступа по Србији.
Године 2006. објављује дебитантски студијски албум Мистерија за сопствену издавачку кућу РСФ. Продуценти албума били су Ричи, Биг Бос и Смајли. Албум има 19 нумера, а од гостију се појављују: Суид, Кајбло Спирит, Рил Скилс, Хелена, као и колеге из његове групе РСФ клан, Ричи и Дарк ел Падрино. Албум је добио позитивне критике. Највећу пажњу публике са албума добила је песма Србија, док је друга сингл песма Технодром такође била популарна. Ово је уједно био и први бетл албум у Србији.
На хипхоп веб-сајту SerbianUnderground, Кранг је описан као један од музичара који је оставио највећи траг у српској андеграунд реп музици. Кранг је такође био бетл репер и правник.
Године 2014. враћа се снимању након три године паузе и снима нове песме као што су Јесењин, Заратустра, Жене, Буздован и друге, као и спот за песму Чекић који је снимљен намерно из једног кадра. У јануару 2015. године објављује песму Прометеј за „Хипхоп мрежу”, а исте године и песму Роботизација, коју је продуцирао Сајлент. Спот за песму Јесењин објавио је такође 2015. године, посветио је Ивану Терзићу, а микс и мастеринг на песми радио је Трилиан.
Албум Аугијева штала објавио је 2015. године, а на њему се налази осамнаест песама.
Током каријере објавио је велики број песама и видео спотова, сарађивао са великим бројем репера.

## Смрт и заоставштина
Преминуо је после краће и тешке болести 4. новембра 2022. у Краљеву, где је живео и радио. Сахрањен је у Ратини.
Кенди је посветио Крангу последње стихове последње песме његовог албума Додирне тачке истакнувши да је он био пиноир бетл сцене српског хипхопа. Музичари Мецко, Фет, Смоке 120с, Шкабо, КГБ, 23, Млади вс. Ајкула, Ајзи, Yopalone Yopasni, Уков, Акса Пркосни, Бонтоњеро, Делфагор, Неш, ем-си Бест, Лидер и Ткач под називом „Екипа” снимили су песму посвећену Крангу и објавили је 15. септембра 2023. године.
Направљен му је мурал у Краљеву, где је живео и радио.

## Дискографија

### Албуми
- ПМС (1998) (Са групом Метак)
- Мистерија (2006)
- Аугијева штала (2015)
- Resurrection (2015) (компилација)

## Видео спотови
- Зашто баш ја (1995) (Са групом Метак)
- Koцка је бачена (1996) (Са групом Метак)
- Србија (2004)
- Вампир (2011)
- Чекић (2014)
- Јесењин (2015)
- Клинке (2015)